# Kisa distrikt
Kisa distrikt är ett distrikt i Kinda kommun och Östergötlands län. 
Distriktet ligger i och omkring Kisa. 

## Tidigare administrativ tillhörighet
Distriktet inrättades 2016 och utgörs av socknen Kisa i Kinda kommun.
Området motsvarar den omfattning Kisa församling hade vid årsskiftet 1999/2000.